# Brad Bufanda
Brad Bufanda (California, Estados Unidos; 4 de mayo de 1983 – Id.; 1 de noviembre de 2017) fue un actor estadounidense de cine y televisión, reconocido principalmente por haber interpretado el papel de Felix Toombs en la serie de televisión Veronica Mars.
Falleció el 1 de noviembre de 2017 a los 34 años, luego de arrojarse de la ventana de su apartamento en Los Ángeles. La policía confirmó que una nota de suicidio fue encontrada cerca de su cuerpo sin vida, en la que agradecía a sus padres y a las personas más importantes en su vida.

## Filmografía

### Cine
| Año  | Título                  | Papel          | Notas               |
| ---- | ----------------------- | -------------- | ------------------- |
| 1994 | Pocket Ninjas           | Steve          |                     |
| 1995 | Little Lost Sea Serpent | Tommy Rockwell |                     |
| 2004 | A Cinderella Story      | David          |                     |
| 2004 | Debating Robert Lee     | Richard Alanzo |                     |
| 2008 | Stone & Ed              | Carlos         |                     |
| 2012 | Dark Tourist            | Manny          |                     |
| 2017 | Garlic & Gunpowder      | Robert         |                     |
| 2018 | Stan the Man            | Cooper         | Lanzamiento póstumo |

### Televisión
| Año       | Título                | Papel        | Notas        |
| --------- | --------------------- | ------------ | ------------ |
| 1995      | ABC Weekend Specials  | Todd Yazzi   | 1 episodio   |
| 1995      | Roseanne              |              | 1 episodio   |
| 1996      | The Blackberry Inn    | Bradley B    |              |
| 2001      | Emeril                |              | 1 episodio   |
| 2002      | Even Stevens          | Lloyd Offler | 1 episodio   |
| 2002–2003 | Days of Our Lives     | Joe          | 5 episodios  |
| 2002      | Dismissed             | Brad         | 1 episodio   |
| 2002      | Birds of Prey         |              | 1 episodio   |
| 2003      | Malcolm in the Middle |              | 1 episodio   |
| 2003      | Miracles              | Jay/Jock     | 1 episodio   |
| 2003      | CSI: Miami            | Brad Dawson  | 1 episodio   |
| 2003      | Boston Public         | Cash         | 1 episodio   |
| 2004–2006 | Veronica Mars         | Felix Toombs | 10 episodios |
| 2005      | Malcolm in the Middle | Luger Bob    | 1 episodio   |
| 2008–2010 | Co-Ed Confidential    | Larry        | 38 episodios |